# Eresus kollari
Eresus kollari Rossi, 1846 è un ragno appartenente alla famiglia Eresidae.
È una delle tre specie in cui è stato suddiviso Eresus cinnaberinus.
Eresus kollari tiene i resti della preda nella ragnatela. Le femmine usano la stessa tana per tutta la vita. 
La preda può essere anche molto grande come i coleotteri tenebrionidi, lunghi fino a 32,5 mm. [4]

## Distribuzione
La specie è stata reperita in diverse località della regione compresa fra l'Europa e l'Asia centrale.

## Tassonomia
Non sono stati esaminati esemplari di questa specie dal 2012.
Attualmente, a dicembre 2013, sono note quattro sottospecie:
- Eresus kollari frontalis Latreille, 1819 - Spagna
- Eresus kollari ignicomus Simon, 1914 - Corsica
- Eresus kollari latefasciatus Simon, 1911 - Algeria
- Eresus kollari tricolor Simon, 1873 - Corsica